# Norton, Virginia
Norton är en stad (independent city) och countyfritt område i den amerikanska delstaten Virginia med en folkmängd som enligt United States Census Bureau uppgår till 3 958 invånare (2010). Norton är enligt 2010 års folkräkning Virginias minsta oberoende stad beträffande folkmängd. Norton är en enklav som helt omges av Wise County.